# Arbutus
Arbutus L., 1753 è un genere di piante della famiglia delle Ericacee che comprende una dozzina di specie distribuite nella fascia a clima temperato e subtropicale.

## Descrizione
Si tratta di piante arbustive o arboree (di piccola taglia), con foglie semplici, persistenti e coriacee, e fiori a corolla urceolata, riuniti in infiorescenze a grappolo.
La corteccia è rossastra e fioccosa.
I frutti sono bacche rosse o gialle, commestibili. Lo sviluppo dei frutti avviene con un ritardo di circa cinque mesi dall'impollinazione, cosicché i fiori compaiono mentre i frutti dell'anno precedente stanno maturando.

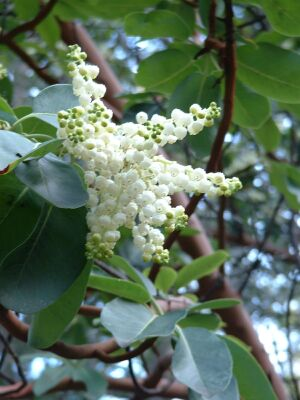
Arbutus menziesii — fiori
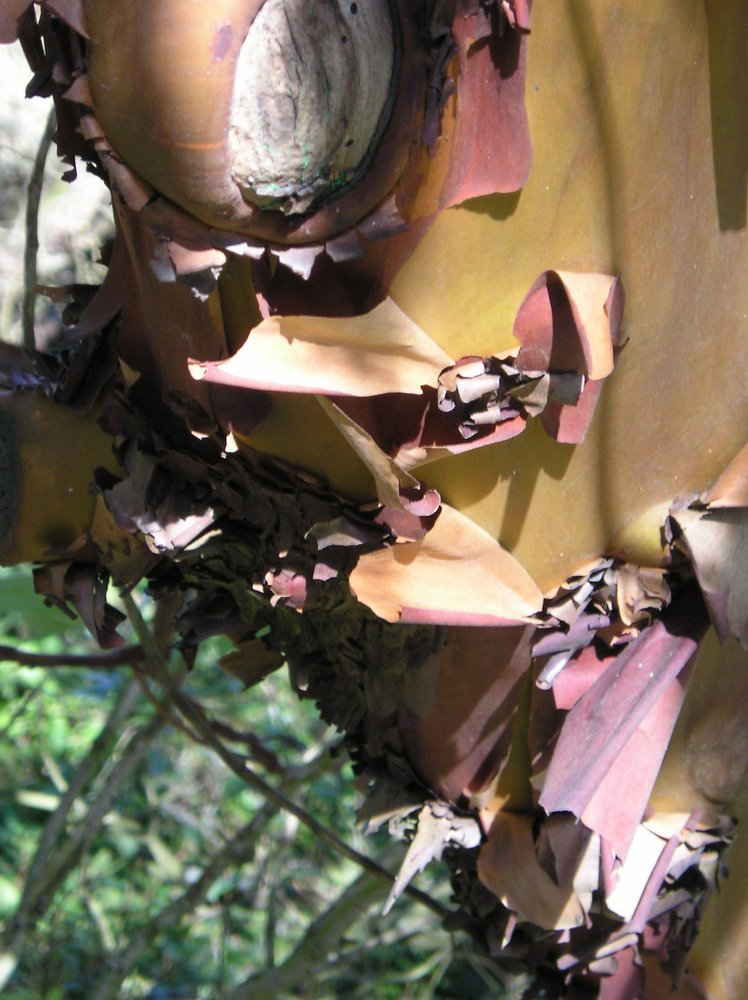
Arbutus menziesii — corteccia
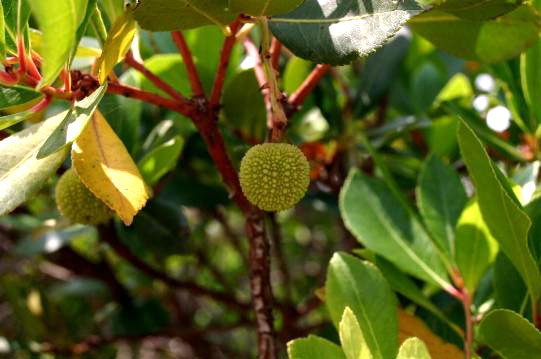
Arbutus unedo — foglie e frutti
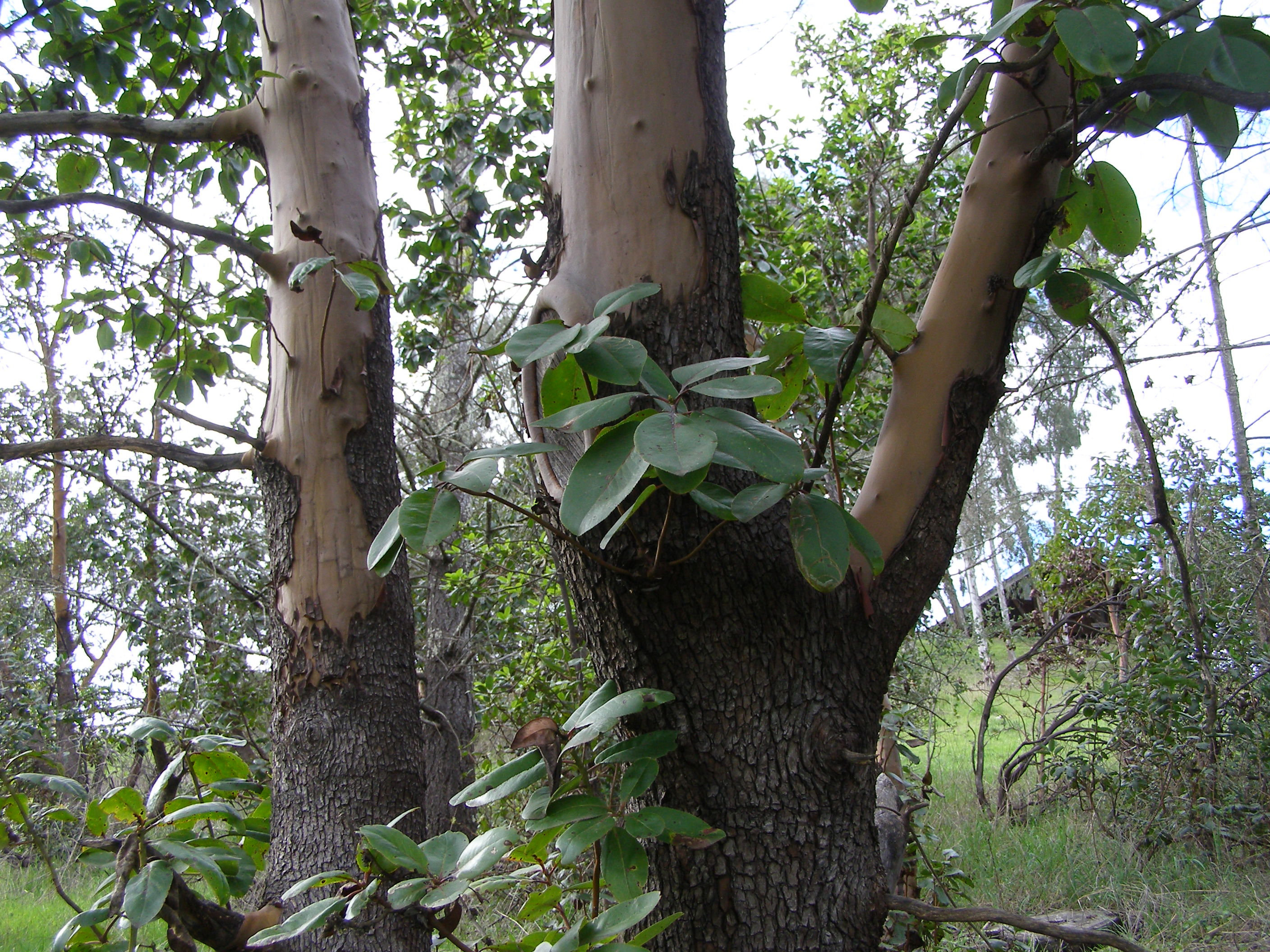
Arbutus menziesii — tronco

## Ecologia
Le specie di Arbutus sono utilizzate come piante nutrici da diverse specie di farfalle, tra le quali vi è la falena Imperatore (Saturnia pavonia).

## Distribuzione e habitat
La maggior parte delle specie  (8 su 12) è nativa delle regioni a clima caldo e temperato dell'America settentrionale e centrale. Delle rimanenti: una specie, A. canariensis, è un endemismo delle isole Canarie; un'altra, A. pavarii, ha un areale ristretto alla Cirenaica, nella parte nord-orientale della Libia; due specie infine sono ampiamente diffuse nel bacino del Mediterraneo: una è il corbezzolo comune (A. unedo), l'altra è il corbezzolo greco o andracne (A. andrachne).

## Tassonomia
Uno studio pubblicato nel 2001, basato sull'analisi dell'RNA ribosomiale, suggerisce che il genere Arbutus sia parafiletico e che le specie di Arbutus del bacino del Mediterraneo siano geneticamente più vicine ai generi Arctostaphylos, Arctous, Comarostaphylis, Ornithostaphylos e Xylococcus piuttosto che alle specie di Arbutus del Nord America; la separazione tra le specie nordamericane e quelle mediterranee avvenne al passaggio da Paleogene a Neogene.
Il genere comprende le seguenti specie
- Arbutus andrachne L. L.
- Arbutus arizonica (A.Gray) Sarg.
- Arbutus bicolor S.González, M.González & P.D.Sørensen
- Arbutus canariensis Veill. ex Duhamel
- Arbutus madrensis S.González
- Arbutus menziesii Pursh
- Arbutus mollis Kunth
- Arbutus occidentalis McVaugh & Rosatti
- Arbutus pavarii Pampan.
- Arbutus tessellata P.D.Sørensen
- Arbutus unedo L.
- Arbutus xalapensis Kunth

### Ibridi
Sono stati descritti i seguenti ibridi:
- Arbutus × andrachnoides Link (A. andrachne × A. unedo)
- Arbutus × androsterilis Salas, Acebes & del Arco (A. canariensis × A. unedo)

## Usi

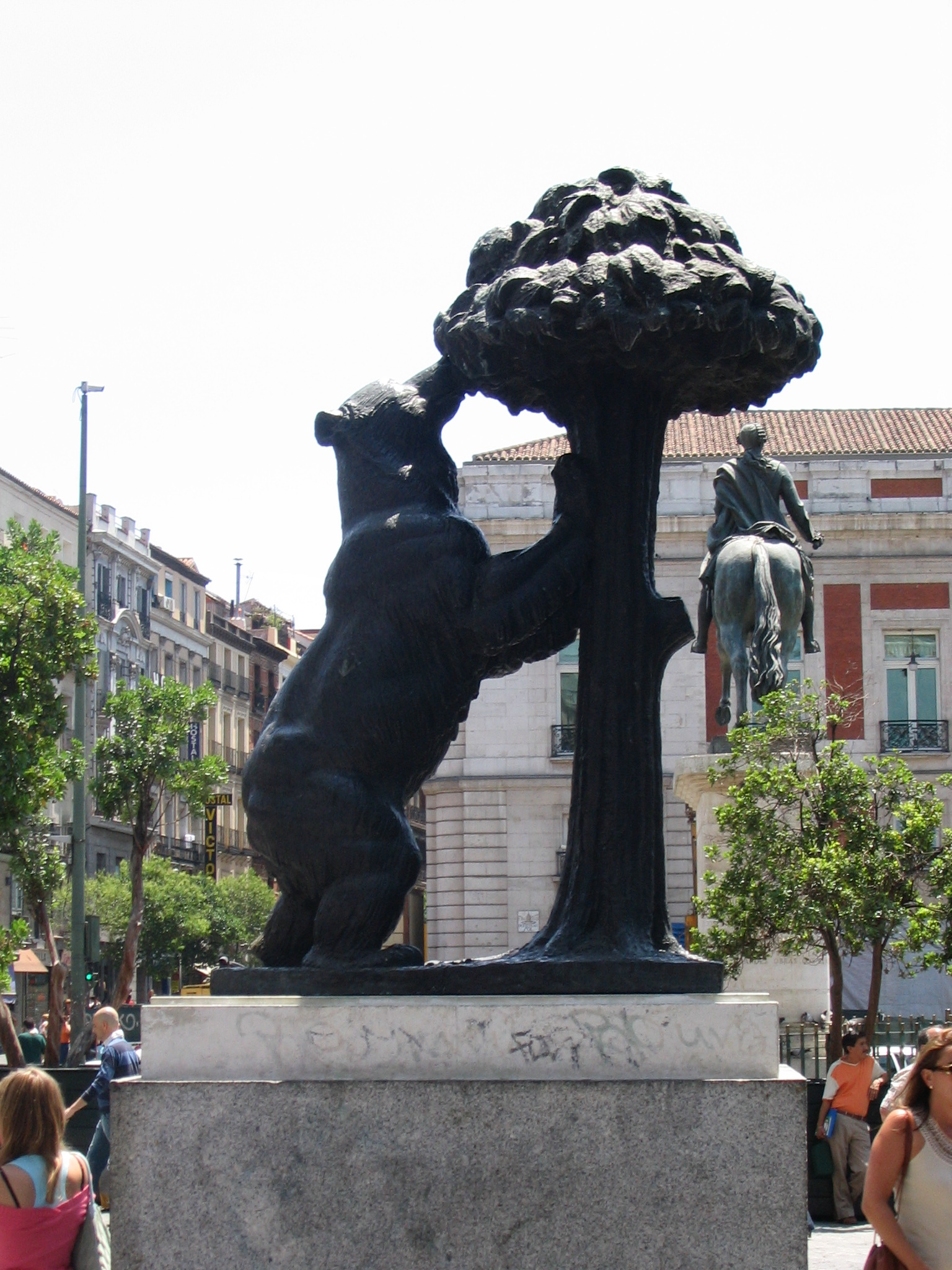
L'orso e l'albero presso la Puerta del Sol, Madrid

Parecchie specie sono coltivate come piante ornamentali al di fuori dei loro areali naturali, sebbene spesso la coltivazione sia difficile a causa dell'intolleranza verso il disturbo delle radici.
I frutti sono eduli, ma hanno un gusto povero, cosicché sono scarsamente consumati. In Portogallo, talvolta il frutto è distillato (più o meno legalmente) per preparare un potente brandy noto come medronho. Anche a Madrid il frutto è distillato per preparare il Madroño, un liquore dolce e fruttato.
L'Arbutus è un grande albero da legna combustibile, in quanto la sua legna brucia a lungo e con fiamma molto calda.
Molti stati del nordovest degli USA (stati del Pacifico) usano il legno di A. menziesii primariamente come fonte di calore, in quanto quel legno non ha alcun valore nella costruzione di case poiché non cresce in lunghe travi rettilinee.
L'Arbutus era importante per gli abitanti della popolazione dei Salish dell'isola di Vancouver, che utilizzavano la corteccia e le foglie di Arbutus per produrre medicine in grado di curare raffreddori, problemi allo stomaco e tubercolosi, e fare da base per la produzione di contraccettivi. 
L'albero figurava anche in alcuni miti dei Salish dello stretto..

## Simbolismo
L'albero di Arbutus unedo fa parte dello stemma (El oso y el madroño, l'orso e il corbezzolo) della città di Madrid, Spagna. Nel centro della città (Puerta del Sol) si trova una statua rappresentante un orso che mangia frutti del corbezzolo.
L'immagine appare su molte infrastrutture della città (ad esempio sui taxi e sui coperchi dei chiusini delle reti fognarie).

## Mitologia
Secondo i Salish della costa una forma antropomorfica di resina andava a pescare, ma ritornava a riva prima che diventasse troppo caldo.
Un giorno si era fatto troppo tardi per ritornare a riva e per il calore si fuse. Quindi parecchi alberi antropomorfi accorsero per prendere la resina: il primo ad arrivare fu il pino di Douglas, che prese la maggior parte della resina, l'abete di Vancouver ricevette una porzione piccola e il madrone non ne ricevette affatto, motivo per cui essi dicono che ancora oggi non ha resina.
Inoltre, secondo le leggende del diluvio universale di parecchie tribù nel nordovest, il madrone aiutava la gente a sopravvivere fornendo un punto di ancoraggio in cima a una montagna. Per questa credenza, il popolo Saanich non brucia il madrone tranne che per ringraziarlo di averli salvati.